# Walkin’ Large
Walkin’ Large war ein in Wuppertal, Deutschland, beheimatetes Hip-Hop-Duo, bestehend aus dem in Kapstadt aufgewachsenen Rapper Ono (Onosizo Sibongiseni Ngcala, * 31. August 1974 in Kapstadt, Südafrika) und DJ Ara (Constantin Arey, * in Asmara, Eritrea).
Zwischen 1994 und 1998 erschienen diverse Singles und zwei Alben von Walkin’ Large. Erst eine Kollaboration mit der Rapperin Brixx verhalf den beiden Musikern 1999 zu ihrem ersten und einzigen Hit. Boy Meets World, das sich sieben Wochen in den deutschen Singlecharts hielt und Platz 50 erreichte, war die letzte Veröffentlichung des Acts.

## Diskografie

### Alben
- 1995: Riverside Pictures
- 1998: Self.

### Singles
- 1994: In Here (Refreshed)
- 1994: Like Big Foot
- 1995: Reachin' (For My People…)
- 1997: Listen to This
- 1997: Do That
- 1998: The Rise (feat. Brooke)
- 1999: Boy Meets World (feat. Brixx)